# Günther Bosch
Günther Bosch (* 1. März 1937 in Brașov, deutsch Kronstadt, Königreich Rumänien) ist ein rumänisch-deutscher ehemaliger Tennisspieler und heutiger Tennistrainer. Er war Bundestrainer des DTB für den Nachwuchs und wurde bekannt als persönlicher Trainer von Boris Becker bei dessen erstem Wimbledon-Sieg 1985.

## Biografie
Der Siebenbürger Sachse Bosch spielte Tennis in der rumänischen Daviscup-Mannschaft, war aber als Spieler nur die rumänische „Nummer drei“ im Schatten von Ilie Năstase und Ion Țiriac. Sein Studium an der Sporthochschule von Bukarest nach der aktiven Karriere endete mit seiner Diplomarbeit „Die Psychologie des Aufschlags“.
1974 setzte sich Bosch, zu der Zeit Jugendtrainer des rumänischen Verbandes, nach einem Jugendturnier in Saarbrücken ab; seine Frau Rodica und die gemeinsame Tochter durften erst zwei Jahre später ausreisen.
Als Bundestrainer entdeckte er 1976 bei einer Sichtung in Biberach das Tennistalent Boris Becker. Auf Wunsch der Eltern Beckers übernahm er die Betreuung von Boris, der ihn „Güntzi“ nannte. Für diese Position gab Bosch 1984 seine Stelle als Bundestrainer für den deutschen Tennisnachwuchs auf. Zur gleichen Zeit übernahm Ion Țiriac die Position des Sportmanagers für Becker. Gemeinsam führten sie Boris Becker zweimal hintereinander, 1985 und 1986, zum Wimbledonsieg.
1987 trennen sich die Wege von Boris Becker und Günther Bosch, nachdem Becker wider Erwarten bei den Australian Open bereits im Achtelfinale gescheitert war. Der deutsche Tennisstar begründete die Trennung mit den Worten: „Ich brauche einen Trainer, der nicht Tag und Nacht auf mich aufpasst.“
Später arbeitete Bosch als Buchautor, Zeitungskolumnist und Fernsehkommentator. 1999 eröffnete er die Günther-Bosch-Tennis-Akademie in Bernau-Wandlitz., die er zum 31. Juli 2000 verließ.
Bosch lebte bis 2002 in Monte Carlo und zog dann nach Berlin um. Ab Herbst 2005 war er für zwei Jahre beim LTTC Rot-Weiß Berlin für die Talentförderung verantwortlich („Tennisschule Rot-Weiß“).

## Werke
- „Boris“, Ullstein Verlag, Frankfurt/Berlin 1986, ISBN 3-550-07976-1.